# Elena Zadorozhnaya
Elena Zadorozhnaya (Rusia, 3 de diciembre de 1977) es una atleta rusa retirada especializada en la prueba de 5000 m, en la que ha logrado ser medallista de bronce europea en 2002.

## Carrera deportiva
En el Campeonato Europeo de Atletismo de 2002 ganó la medalla de bronce en los 5000 metros, corriéndolos en un tiempo de 15:15.22 segundos, llegando a meta tras la española Marta Domínguez (oro con 15:14.76 segundos) y la irlandesa Sonia O'Sullivan (plata).